# Ishida Baigan
Ishida Baigan (japanisch 石田 梅岩; * 12. Oktober 1685 in der Provinz Tamba; † 29. Oktober 1744 in Kyōto) war ein japanischer Gelehrter, der die philosophische Schule Shingaku (auch Sekimon Shingaku, 石問心学) gründete.

## Biografie
Ishida wurde als zweiter Sohn eines Bauern geboren und hieß mit formellem Namen Kōchō (興長), sein Rufname war Kampei (勘平), als Gelehrter nannte er sich Baigan. Ishida wurde in Kyōto als Lehrling in einem Händlerhaushalt angenommen. Parallel dazu nahm er Unterricht in verschiedenen Schulen und begann, sich mit ethischen Fragen auseinanderzusetzen.
Als er Schüler bei Oguri Ryōun (小栗 了雲) war, einem Laien-Buddhisten der Ōbaku-Schule des Zen-Buddhismus, erlange Ishida seine Erleuchtung im Alter von 35 Jahren. Daraufhin eröffnete er eine Akademie in Kyōto und begann wohl ab 1729, Vorlesungen abzuhalten, in denen er seine Ideen von Shingaku („Herz-Lehre“) darlegte. Seine Schule zog bald Anhänger an und verbreitete sich im ganzen Land, vor allem in der Händlerschicht.
Zu Ishida Baigans Schülern gehört u. a. Tejima Toan.

## Lehre
Shingaku als Begriff bestand bereits früher und bezeichnete eine philosophische Richtung, die aus dem China der Song-Dynastie stammte, und im 16. und 17. Jahrhundert nach Japan kam. Beeinflusst wurde die Philosophie vom chinesischen Philosophen Zhen Dexiu, dem koreanischen Gelehrten Yi T'oegye und seinem japanischen Bewunderer Yamazaki Ansai. Eine andere Richtung der Lehre fußt auf den Ideen Wang Jis und Nakae Tōjus. Die Lehre Baigans war eine persönlich gefärbte und ausformulierte Variante, die stark von neokonfuzianischem Gedankengut geprägt war. Baigan übernahm jedoch auch daoistische, buddhistische und shintōistische Elemente. Baigan selbst sprach von seiner Lehre nicht als Shingaku, dies festigte erst sein Nachfolger Tejima Toan, der der Lehre zur Unterscheidung auch den Namen Sekimon Shingaku (dt. „Herz-Lehre von Ishida“) gab.
Die Kern-Idee von Baigans Lehre war, dass der Mensch sein „Herz“ (kann auch als „Geist“ verstanden werden) polieren müsse, was er im 1793 veröffentlichten Tohi mondō (都鄙問答, „Gespräch zwischen [einem aus der] Stadt und [einem vom] Land“) darlegt. Um das Herz konstant polieren zu können, propagierte Ishida eine Reihe konfuzianischer Tugenden wie Bescheidenheit, Ehrlichkeit und die Verehrung der Eltern. Er kritisierte auch die aus dem Buddhismus stammende Herabsetzung der Händler als niedere Schicht der Gesellschaft.
1774 veröffentlichte Ishida das Schriftstück Seika ron, in dem er seine Gedanken zur Regierungsform darlegt und erklärt, dass jemand, der seine Familie nicht unter Kontrolle hat, unmöglich ein Land regieren könne.